# Regina Kittler

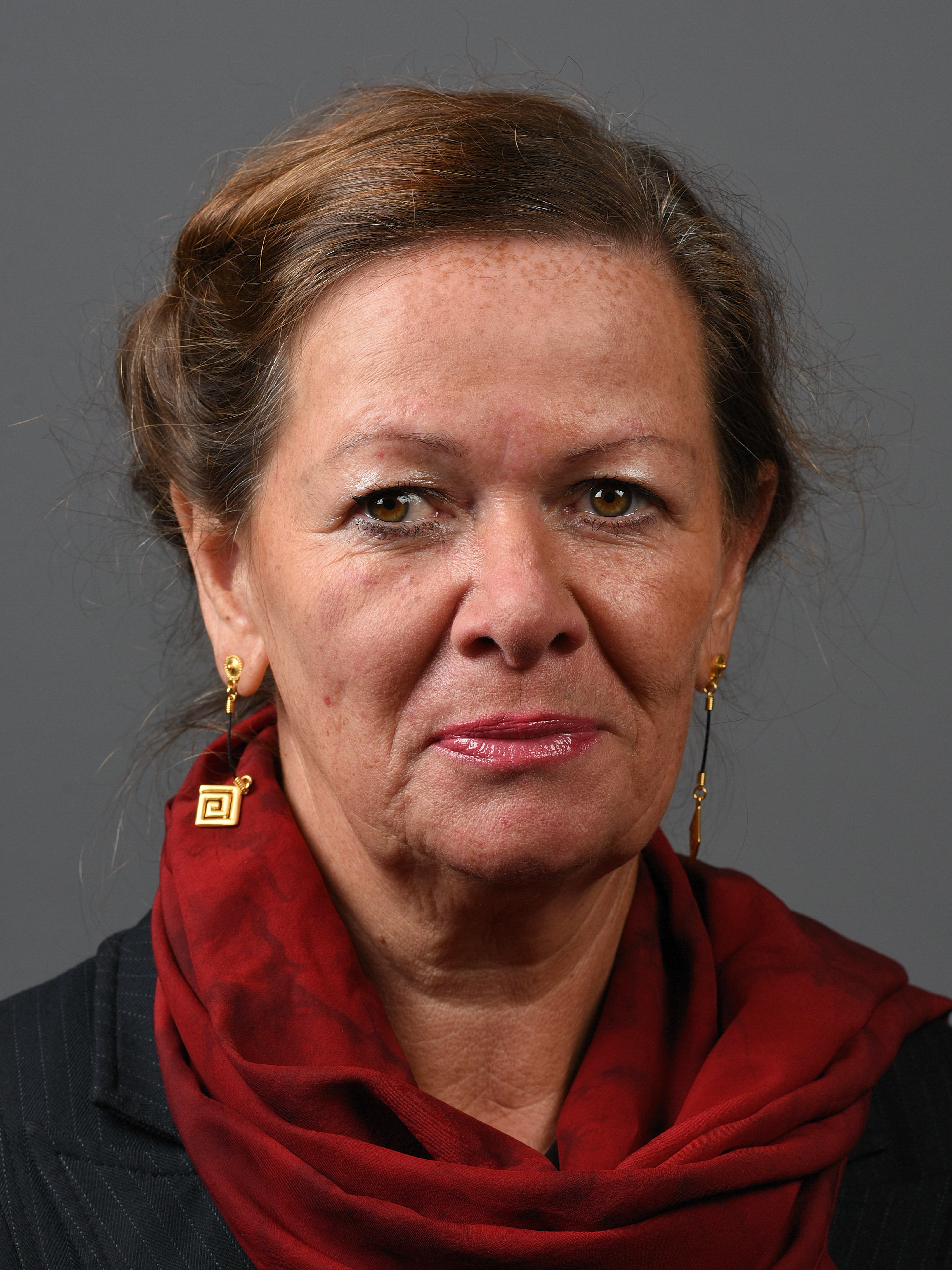
Regina Kittler, 2017

Regina Kittler (* 16. September 1955 in Halle (Saale)) ist eine deutsche Politikerin.

## Leben
Kittler wuchs am Prenzlauer Berg auf. Nach dem Abitur 1974 an der EOS „Paul Oestreich“ in Berlin-Weißensee studierte sie bis 1978 Pädagogik (Lehramt für Mathematik und Geographie) an der Pädagogischen Hochschule in Dresden. Von 1978 bis 2011 arbeitete sie als Lehrerin in Berlin-Marzahn, seit 2003 als Studienrätin.
1973 wurde sie Mitglied der SED. Von 1991 bis 1998 war sie stellvertretende Bezirksvorsitzende der PDS Marzahn.
Von 1999 bis 2011 war sie Mitglied der Bezirksverordnetenversammlung Marzahn-Hellersdorf und war dort stellvertretende Fraktionsvorsitzende und haushaltspolitische Sprecherin der Linksfraktion sowie Vorsitzende der Ausschüsse Personal und Verwaltung und Siedlungsgebiete und Verkehr.
Am 18. September 2011 gelang Kittler der Einzug als Abgeordnete für die Partei Die Linke in das Abgeordnetenhaus von Berlin im Wahlkreis Marzahn-Hellersdorf 4. Dort war sie Mitglied im Petitionsausschuss und im Ausschuss für Bildung, Jugend und Familie. Bildungspolitische Sprecherin der Fraktion Die Linke. Ab März 2014 war sie Mitglied im Fraktionsvorstand der Fraktion Die Linke. Bei der Wahl zum Abgeordnetenhaus von Berlin 2016 gelang ihr der Einzug ins Abgeordnetenhaus über die Landesliste ihrer Partei. Sie war wieder Mitglied des Fraktionsvorstandes und Bildungs- und Kulturpolitische Sprecherin sowie Mitglied in den Ausschüssen Bildung/Jugend und Kultur (vertretungsweise Sport).
Bei der Wahl zum Abgeordnetenhaus von Berlin 2021 wurde sie nicht wiedergewählt. Sie ist nun Mitglied der Linksfraktion der Bezirksverordnetenversammlung Marzahn-Hellersdorf.
Sie ist Sprecherin für Bildung und Kultur der Linksfraktion und Vorsitzende des Ausschusses für Weiterbildung und Kultur der BVV Marzahn-Hellersdorf.
Im März 2022 wurde Regina Kittler zur Vorsitzenden des Landesverbandes Berlin des Deutschen Bibliotheksverbandes (dbv) gewählt.